# 1982 au Nouveau-Brunswick
Chronologie du Nouveau-Brunswick
- 1978
- 1979
- 1980
- 1981
- 1982
- 1983
- 1984
- 1985
- 1986

Cette page concerne des événements d'actualité qui se sont produits durant l'année 1982 dans la province canadienne du Nouveau-Brunswick.

## Événements
- Ouverture de l'aquarium et centre marin du Nouveau-Brunswick.
- Ouverture du chemin de fer Salem & Hillsborough.
- 27 février : Le député de Tracadie Doug Young est élu chef de l'association libérale face à Joseph A. Day.
- 12 juin : le site Oxbow devient un lieu historique national.
- 27 septembre : Fermeture du journal L'Évangéline.
- 12 octobre : 50e élection générale néo-brunswickoise.

## Naissances
- Brian Gallant, chef de l'Association libérale du Nouveau-Brunswick.
- Ryan Riordon, homme politique.
- 5 septembre : Travis Jayner, patineur.

## Décès
- 16 octobre : Hugh John Flemming, premier ministre du Nouveau-Brunswick.